# Улица Мира (Новосибирск)
Улица Ми́ра — одна из магистралей левобережья города Новосибирска. Расположена в Кировском районе. Идёт с запада на восток района.

## Географическое расположение
Улица Мира начинается у площади Сибиряков-Гвардейцев, в месте пересечения с улицей Сибиряков-Гвардейцев, затем она пересекает улицу Горбаня, а также ряд внутриквартальных улиц и проездов и идёт вплоть до крупной улицы Ватутина, после чего — до пересечения с Оловозаводской улицей, где и заканчивается.

## История

### Массовая застройка
В 1954 году завод «Тяжстанкогидропресс» начинает строить здесь первые 2 жилых квартала своего посёлка. Архитектор В. Майков, спроектировавший в начале 1950-х годов посёлок, сделал проект плотной периметриальной обстройки. Согласно проекту, внутри небольших прямоугольных кварталов размещены ясли и детские сады. А вдоль главной магистрали в угловые здания встраивались магазины. Основная часть возведённых здесь жилых домов — 3-этажные и 4-этажные (кирпичные и шлакобетонные блочные) дома.
Дома на Мира были построены в середине прошлого века в стиле позднего флорентийского Возрождения. Их украшали многочисленные арки, кованые калитки, фонтаны, французские балкончики, эркеры.
Дом культуры имени А. И. Ефремова
Архитекторы: В. А. Добролюбов и С. А. Платек; интерьер — художники А. А. Бертик и В. И. Чуванов. Построен к 1952 г.
Дом культуры им. А. И. Ефремова — характерный образец советского клубного здания, яркий пример архитектурного сооружения, выполненного в классицистических формах середины XX в. Клуб завода «Тяжстанкогидропресс» — первый объект подобного назначения, появившийся в г. Новосибирске после Великой Отечественной войны. С 1954 г. заводской клуб именуется «Дом культуры им. А. И. Ефремова».
Весной 2007 года здание Дома творчества признали памятником культуры г. Новосибирска.
На капитальный ремонт и реконструкцию здания было затрачено 200 млн рублей.
В ходе ремонта был реставрирован фасад здания, фойе и большой зрительный зал; благоустроена территория; отремонтированы учебные кабинеты, 3 танцевальных зала, большой спортивный зал. Зрительный зал Дома творчества был оснащен современным световым, звуковым и сценическим оборудованием. В зрительный зал были установлены новые кресла, полностью отреставрирован уникальный потолок зала с расписными медальонами. Изготовлена и установлена новая люстра.

### Современная Россия
В 2012 году на улице Мира строители начали возводить новый детский сад.
В 2017 году сделан ремонт 7 домов на улицах Бурденко и Мира, к осени 2018 года на улице были отремонтированы дома № 29, № 47 и № 51.

## Инфраструктура

### Наземный общественный транспорт
Таблица: маршруты общественного транспорта (данные на 18 декабря 2012 года):
| Автобусы | Автобусы | Автобусы                          | Автобусы                         |
| Маршрут  | Следует к станциям метро | Конечный пункт 1                  | Конечный пункт 2                 |
| -------- | --- | --------------------------------- | -------------------------------- |
| № 203    | «Студенческая», «Речной вокзал» (ост. Восход), «Октябрьская», «Площадь Ленина», «Площадь Гарина-Михайловского», «Сибирская», «Маршала Покрышкина», «Берёзовая роща» | с. Огурцово (Новосибирский район) | д. Каменка                       |
| № 1029   | «Площадь Маркса» (ост. «Метро», «ГУМ») | ж/м Юго-Западный                  | ж/м Северо-Чемской               |
| № 1243   | «Площадь Маркса» (ост. «Метро», «Площадь») | ж/м Западный                      | Белые росы (бывшая Радиостанция) |
| № 1096   | «Золотая Нива», «Берёзовая роща», «Маршала Покрышкина», «Сибирская», «Площадь Гарина-Михайловского», «Площадь Маркса»                                               | Татьяны Снежиной                  | Саввы Кожевникова                |
| № 1312   | «Площадь Маркса» (ост. «ГУМ», «Башня»), «Студенческая», «Речной вокзал», «Площадь Ленина (станция метро, Новосибирск)», «Площадь Гарина-Михайловского»              | ж/м Северо-Чемской                | Вокзал «Новосибирск-Главный»     |

| Маршрутные такси | Маршрутные такси                                                                               | Маршрутные такси                     | Маршрутные такси               |
| Маршрут          | Следует к станциям метро                                                                       | Конечный пункт 1                     | Конечный пункт 2               |
| ---------------- | ---------------------------------------------------------------------------------------------- | ------------------------------------ | ------------------------------ |
| № 29а            | «Площадь Маркса»                                                                               | станция метро «Площадь Маркса»       | станция метро «Площадь Маркса» |
| № 364            | «Площадь Маркса» (ост. «ГУМ», «Башня»), «Студенческая»                                         | Станция «станция метро Студенческая» | пос. Краснообск                |
| № 1045           | «Площадь Маркса» (ост. «ГУМ»)                                                                  | Центральный корпус (Облбольница)     | Чемской бор (ОбьГЭС)           |
| № 1212           | «Речной вокзал», «Площадь Ленина (станция метро, Новосибирск)», «Площадь Гарина-Михайловского» | Водозабор                            | Вокзал «Новосибирск-Главный»   |

| Трамваи | Трамваи                                                   | Трамваи          | Трамваи          |
| Маршрут | Следует к станциям метро                                  | Конечный пункт 1 | Конечный пункт 2 |
| ------- | --------------------------------------------------------- | ---------------- | ---------------- |
| № 10    | нет                                                       | Бугринская роща  | Бугринская роща  |
| № 15    | «Площадь Маркса» (ост. «Телевизоры», «Кристалл», «Новая») | ж/м Юго-Западный | Бугринская роща  |

#### Остановки
Остановки, расположенные по улице Мира:
- А, Мт, Тр: «Площадь Сибиряков-Гвардейцев», «Мира», «Строительная» (ул. Мира), «Прокатная», «Рабочая», «Посуда Центр».

### Культура
В 1952 году, к 35-летию Октябрьской революции, в посёлке Тяжстанкогидропресса возводится Дворец культуры имени Ефремова (ныне ДДТ им. Ефремова). Проект выполнили архитекторы В. А. Добролюбов и Платек. Здание ДК выполнено в классическом архитектурном стиле. Имеет колонны, арки и лепнину.

## Примечание
1. ↑  С. Н. Баландин, «Новосибирск. История градостроительства 1945—1985 гг.»: Жилой комплекс завода «Тяжстанкогидропресс». Дата обращения: 28 ноября 2012. Архивировано 27 февраля 2019 года.
2. 1 2  Кировский район — Новосибирская «МЕТРО-ГАЗЕТА», № 12 (512). Дата обращения: 19 декабря 2012. Архивировано из оригинала 24 декабря 2013 года.
3. ↑  «Первый строительный фонд» начал строить два детсада — НГС.НОВОСТИ, 17.05.2012. Дата обращения: 28 ноября 2012. Архивировано 21 июля 2012 года.
4. ↑  Новая жизнь Расточки: ещё четыре дома отремонтировали в 2018 году. Новосибирские новости. Дата обращения: 28 октября 2018. Архивировано 28 октября 2018 года.
5. ↑  Маршруты. Rusavtobus.ru. Дата обращения: 9 ноября 2012. Архивировано 20 ноября 2012 года.
6. 1 2 3  В Кировском районе появилась остановка «Белые росы» — НГС.НОВОСТИ, 01.03.2012. Дата обращения: 18 декабря 2012. Архивировано 2 марта 2012 года.
7. ↑  кольцевой маршрут
8. ↑  С. Н. Баландин, «Новосибирск. История градостроительства 1945—1985 гг.»: Дворец культуры Тяжстанкогидропресса (ДК Ефремова). Дата обращения: 28 ноября 2012. Архивировано 27 февраля 2019 года.